# 弗洛因
弗洛因是奥地利施蒂利亚州魏茨县的一个市镇。总面积13.17平方公里，总人口1233人，人口密度93.6人/平方公里（2005年）。